# King Arthur and the Knights of the Round Table
Pour plus de détails, voir Fiche technique et Distribution.
King Arthur and the Knights of the Round Table (en français : Le roi Arthur et les chevaliers de la table ronde) est un film d'action américain de 2017, réalisé par Jared Cohn. Il met en vedettes Byron Gibson, Ron Smoorenburg et Sara Malakul Lane. C’est un mockbuster de Le Roi Arthur : La Légende d'Excalibur de Guy Ritchie.

## Synopsis
Dans l’Angleterre médiévale, Merlin et le roi Arthur bannissent l’enchanteresse maléfique Morgane et son fils Mordred jusqu’aux confins de l’univers. Morgane jure de se venger. De nos jours, Penn, descendant des chevaliers, ne prend pas très au sérieux les légendes sur ses supposés ancêtres, même si leurs descendants se rencontrent périodiquement en Thaïlande pour s’entraîner au combat. Mais Morgane et son fils reviennent sur Terre, armés d’une technologie extraterrestre et déterminés à détruire jusqu’au dernier descendant du roi Arthur et de ses chevaliers. Penn doit alors accepter qu’il est né pour être celui qui rassemblera les nouveaux chevaliers de la Table ronde et qui sauvera la Terre de la vengeance de Morgane.

## Distribution
- Sara Malakul Lane : Morgane
- Eoin O'Brien : Penn
- Alexander Winters : Lucas
- Kelly B. Jones : Jenna
- Russell Geoffrey Banks : Mordred
- Jon Nutt : Artilleur
- Asia Marie Burnett : Elaine
- Byron Gibson : Le roi Arthur
- Harold Diamond : Merlin
- Elidh MacQueen : Krista
- Tanja Keller : Georgina
- Ron Smoorenburg : Sire Galahad[2],[3]
- Jack Easton : Chevalier
- Jaroslav Shvets : Tueur
- Surin Jaritwong : Tueur de garde
- Ricardo Sanati : Tueur de footballeur #1
- Sohanne Bengana : Tueur de footballeur #2
- Arada Khamaoi : Tueur de thérapeute #1[4]

## Production

### Tournage
Le tournage a eu lieu à Bangkok, en Thaïlande.

## Sorties
Le film est sorti le 2 mai 2017 aux États-Unis pour capitaliser sur le succès du film Le Roi Arthur : La Légende d’Excalibur, qui est sorti le 12 mai 2017. Au Royaume-Uni, sa date de sortie est le 24 avril 2017.